# Alain-Fournier
Alain-Fournier, seudónimo de Henri Alban Fournier (La Chapelle-d'Angillon, 3 de octubre de 1886-Les Éparges, 22 de septiembre de 1914), fue un escritor francés, muerto en combate a los 27 años, tras haber escrito una única novela, El gran Meaulnes ("Le Grand Meaulnes").

## Biografía
Nació en La Chapelle-d'Angillon en el departamento de Cher. Su infancia transcurrió en Sologne y en la región de Berry, en la que sus padres trabajan de maestros. Prosiguió sus estudios secundarios en Sceaux cerca de París. Suspendió en su intento de acceder a la Escuela Normal Superior, por la que han pasado las élites francesas de las últimas décadas. Trabó amistad con Jacques Rivière, que se convertirá en su cuñado, al casarse con su hermana Isabelle en 1909.
En junio de 1905, mientras paseaba por los muelles del Sena, conoció al que será el amor de su vida, Yvonne Quiévrecourt, y que servirá de inspiración para el personaje de Yvonne de Galais en su novela. Volverá a saber de ella ocho años después, cuando ella ya se ha casado y es madre de dos hijos. 
Henri Alban Fournier murió cerca de Verdún, en uno de los primeros combates de la Primera Guerra Mundial. Su cuerpo fue encontrado en 1991 en el interior de una fosa común alemana. Está ahora enterrado en el Cementerio Militar de Saint-Remy la Calonne, dejando para la posteridad uno de los grandes clásicos de la literatura francesa.

## Obras
- El gran Meaulnes, 1913.
- Correspondance avec Jacques Rivière, 1926.
- Lettres à sa famille (1905-1914), 1929.
- Lettres au petit B., 1930.
- La Femme empoisonnée, 1944.
- Charles Péguy – Alain-Fournier, Correspondance, Paysages d’une amitié, 1973.
- La peinture, le cœur et l’esprit. Correspondance inédite (1907-1924), 1986.
- Colombe Blanchet – Esquisses d’un second roman inédit, 1990.